# Nanshiungosaurus
Nanshiungosaurus (лат.), кит. упр. 南雄龍, пиньинь Nánxiónglóng, палл. Наньсюнлун, буквально: «Наньсюнский ящер», от города Наньсюн в пров. Гуандун) — род ископаемых ящеротазовых динозавров из семейства теризинозаврид. Род содержит два вида. Оба этих вида жили в позднем мелу на территории современного Китая.

## Описание
Как и другие представители этого семейства, Nanshiungosaurus, вероятно, обладал большими когтями, но так как ни черепа, ни хвоста, рёбер или конечностей найдено не было, изучены были исключительно позвонки и таз.

## История
В 70-х годах XX века в местности Dapingcun провинции Гуандун был обнаружен скелет неизвестного динозавра, который был причислен небольшому зауроподу. В 1979 году динозавр был назван и описан как типовый вид Nanshiungosaurus brevispinus китайским палеонтологом Дун Чжимином. Название рода происходит от формации Nanxiong. Видовое обозначение происходит от латинского слова brevis — «короткий» и spina — «колючка», ссылаясь на короткие остистые отростки.
Голотип IVPP V4731 был найден в формации Yuanpu, относящейся к началу с кампана. Он состоит из частичного скелета без черепа. В 2008 году в исследовании Линдси Занно было указано, что позвоночник голотипа был утерян, за исключением крестца.

## Виды
- N. brevispinus. У этого вида была более короткая и толстая шея по сравнению с другими целурозавридами. Окаменелости включали одиннадцать шейных позвонков, пятнадцать спинных позвонков, и таз. Его кости напоминали кости зауроподов[1].
- N. bohlini. От этого вида сохранилось только одиннадцать позвонков, и они являются уникальными, потому что они содержат рёберные отростки и спинные остистые отростки позвонков, которых у N. brevispinus нет. Это может быть причиной для выделения N. bohlini в отдельный род.